# Sporothrix curviconia
Sporothrix curviconia är en svampart som beskrevs av de Hoog 1974. Sporothrix curviconia ingår i släktet Sporothrix och familjen Ophiostomataceae.   Inga underarter finns listade i Catalogue of Life.